# Phryganopteryx intermedia
Phryganopteryx intermedia är en fjärilsart som beskrevs av De Toulgoët 1965. Phryganopteryx intermedia ingår i släktet Phryganopteryx och familjen björnspinnare. Inga underarter finns listade i Catalogue of Life.